# Hololepta salva
Hololepta salva är en skalbaggsart som beskrevs av Lewis 1914. Hololepta salva ingår i släktet Hololepta och familjen stumpbaggar. Inga underarter finns listade i Catalogue of Life.